# Lileak, Tărgoviște
Lileak (în bulgară Лиляк) este un sat în comuna Tărgoviște, regiunea Tărgoviște,  Bulgaria. 

## Demografie
Componența etnică a satului Lileak
     Bulgari (39,75%)
     Romi (38,98%)
     Turci (15,61%)
     Nicio identificare (5,65%)
La recensământul din 2011, populația satului Lileak era de 1.044 locuitori. Nu există o etnie majoritară, locuitorii fiind bulgari (39,75%), romi (38,98%) și turci (15,61%). Pentru 5,65% din locuitori nu este cunoscută apartenența etnică.